# Cabás (médico)
Un cabás o maletín médico es un maletín pequeño utilizado por los médicos de cabecera para transportar medicamentos y productos sanitarios. La Real Academia Española también lo define como una "especie de cartera en forma de caja o pequeño baúl, con asa, usada para llevar al colegio libros y útiles de trabajo."

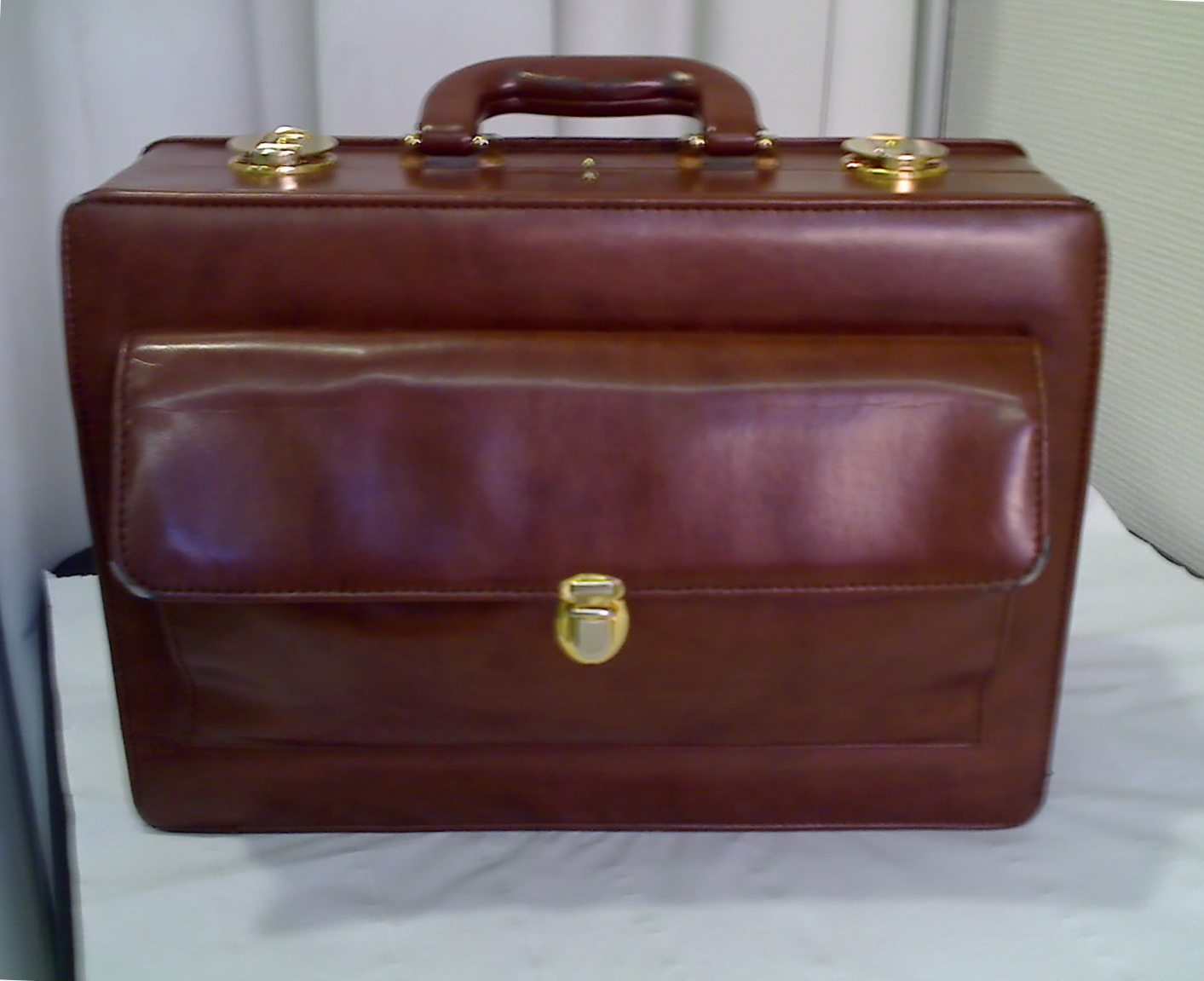
Cabás o maletín del médico de cabecera.

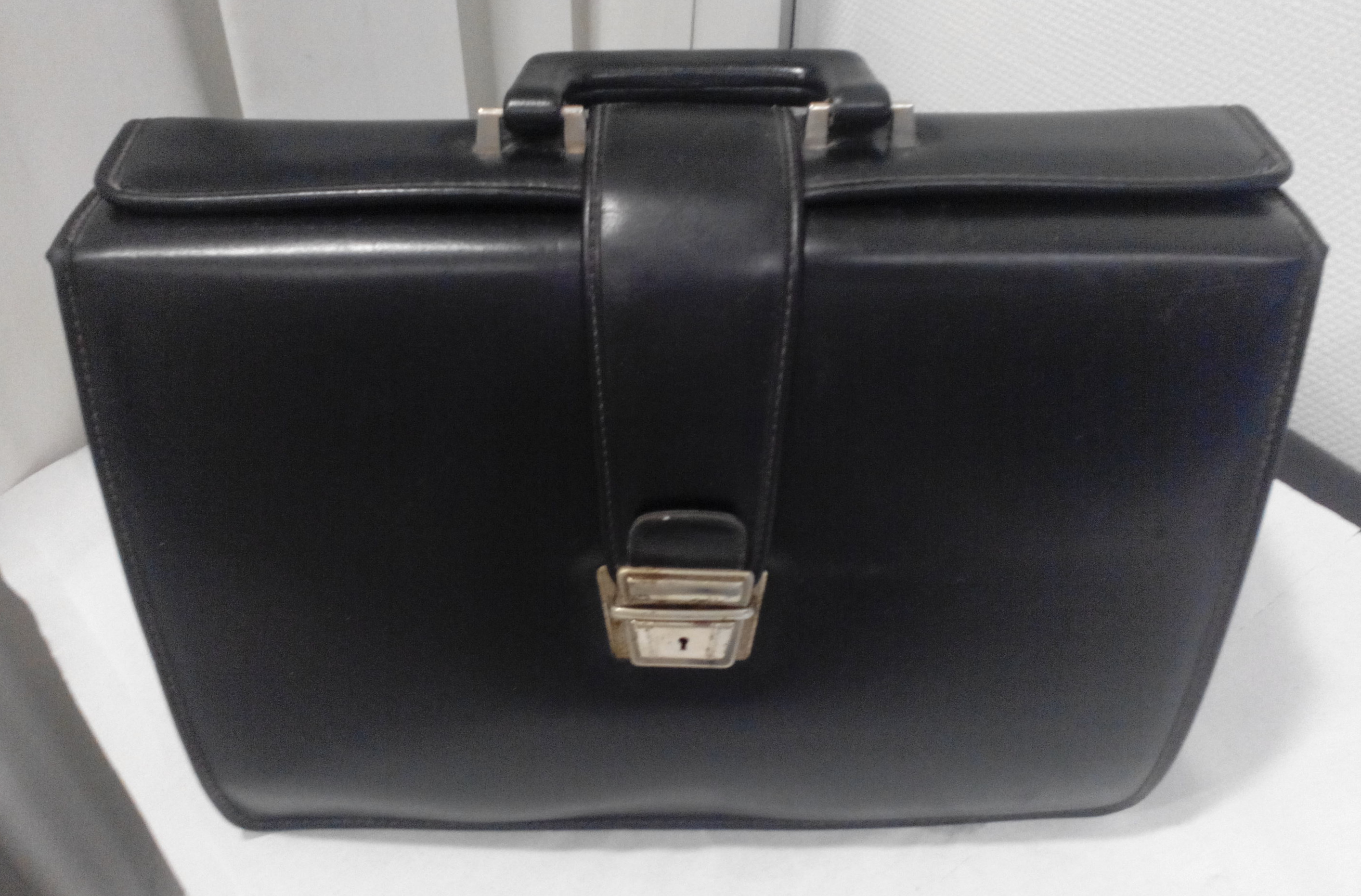
Cabás negro.

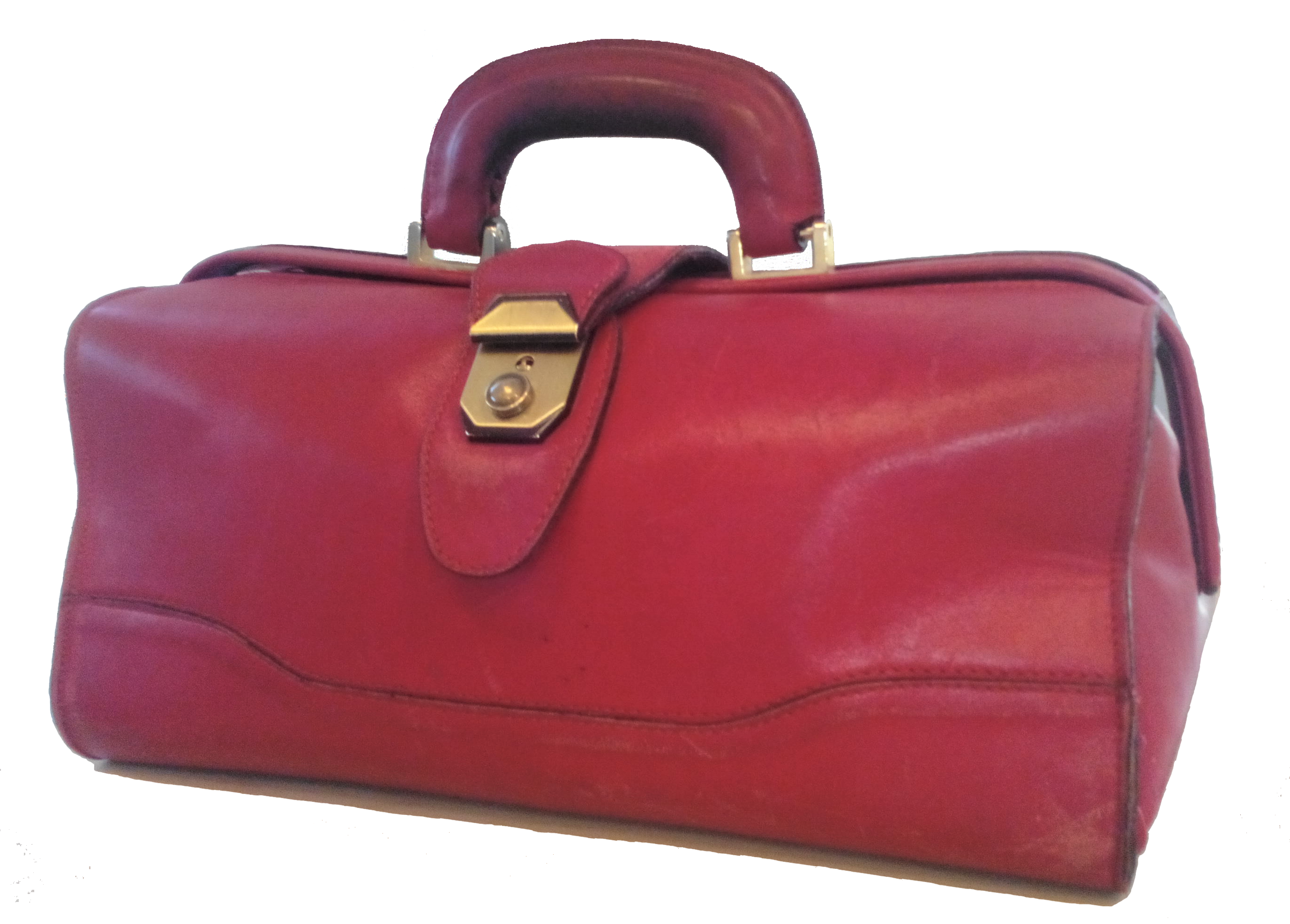
Cabás rojo.

## Medicina
El cabás  es un maletín de material resistente, cuero generalmente, con un asa. La palabra tiene origen provenzal, cabas, del latín vulgar capacium, capazo o capacho (originalmente, en Francia, cesto que servía para llevar provisiones de boca). El cabás identifica en la imagen popular y literaria al médico que hace avisos a domicilio, al médico de cabecera.
La atención fuera de la consulta exige un mínimo de recursos a transportar “por si acaso” (las situaciones urgentes inesperadas en domicilio). Habitualmente el médico lo lleva en un maletín, en un cabás de uso personal.
El maletín puede ser específico para atender emergencias, tal y como existe en muchos centros de atención continuada, o de urgencias en atención primaria. El término cabás, no obstante, se reserva para el maletín personal del médico de cabecera, con el que acude a los domicilios, bien en avisos a demanda (incluyendo urgencias), bien para la atención a pacientes crónicos. El cabás contiene una mezcla de instrumentos médicos para la atención de rutina (fonendo y guantes desechables, por ejemplo) y material y medicamentos para emergencias (tubo de Guedel y adrenalina, por ejemplo).

## Contenido de un maletín médico
El contenido del cabás, del maletín o del bolso del médico de cabecera, ha merecido atención normativa general (lo que debería llevar, para diagnóstico y tratamiento) y empírica a partir de cuestionario u observación directa (lo que lleva, lo que se utiliza y otros aspectos).
Se debe controlar la caducidad de los medicamentos y material estéril.

### Material administrativo
- Sello y tampón
- Recetas, incluidas las de estupefacientes
- Formularios para peticiones de analítica, traslado en ambulancia, etc
- Libro de consulta, tipo "Medimecum"

### Material para diagnosticar
- Colirio anestésico
- Depresores linguales o bajalenguas
- Diapasón
- Esfigmomanómetro
- Filamento para medir la sensibilidad
- Fonendoscopio adulto y pediátrico
- Fluoresceina
- Imán pequeño, para cuerpos extraños metálicos
- Laringoscopio indirecto
- Martillo de exploración de reflejos
- Medidor de glucemia capilar y tiras reactivas
- Oftalmoscopio
- Otoscopio
- Termómetro

### Material para explorar

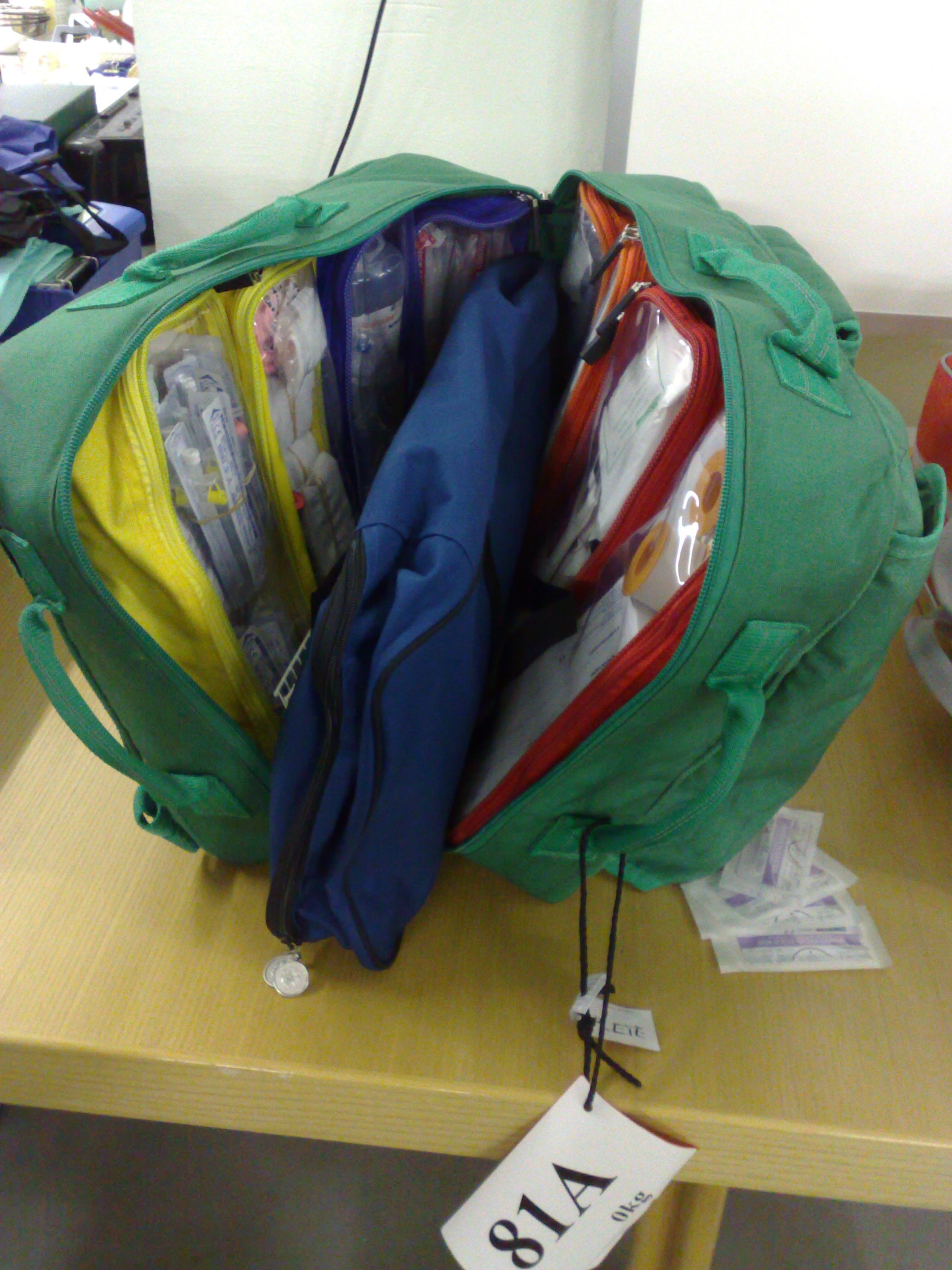
Maletín médico moderno.

- Espejo y mechero
- Guantes de la talla adecuada
- Mascarilla
- Pinzas estériles
- Tijeras estériles
- Vaselina pura

### Material para tratar
- Agujas hipodérmicas de varios tamaños
- Bisturíes de varios tipos
- Clorhexidina o Povidona yodada
- Compresor elástico o torniquete
- Gasas o compresas estériles
- Gasas vaselinadas y sulfadiacina
- Jeringas de varios tamaños
- Puntos de aproximación
- Suero salino
- Suturas de varios tipos
- Cánula orofaríngea, llamada también tubo de Mayo o cánula de Guédel de varios tamaños
- Vendas

### Medicamentos
- Ácido acetilsalicílico o AAS
- Adenosina
- Adrenalina
- Amiodarona
- Atropina
- Bencilpenicilina
- Biperideno
- Butilescopolamina
- Captopril
- Clorpromacina
- Diazepam
- Diclofenaco
- Digoxina
- Fenitoina
- Flumazenilo
- Furosemida
- Glucagón
- Haloperidol
- Hidrocortisona
- Mepivacaína
- Metamizol
- Metilprednisolona
- Metoclopramida
- Midazolam
- Morfina
- Naloxona
- Nitroglicerina sublingual
- Pomada oculos epitelizante
- Salbutamol
- Suero fisiológico
- Sulfadiacina argéntica 1% en crema
- Sulpirida
- Terbutalina inhalador
- Tiamina
- Verapamilo
- Vitamina K o Fitomenadiona